# Edgar Soliz
Edgar Solíz Guzmán (Oruro, 1984) es un poeta indígena, escritor, actor, dramaturgo, radialista y activista por los derechos LGBT boliviano.

## Biografía
Edgar Solíz nació en el área rural de Oruro y, junto a sus padres, migró hacia el campamento minero San José. Solíz cuenta que salió del clóset a inicios de la década de los 2000. Posteriormente se formó como radialista en Radio Deseo de Mujeres Creando y en 2016 formó el colectivo Maricas Bolivia.
Edgar Solíz es miembro del Movimiento Maricas Bolivia y coproductor del programa radial “Nación Marica”. También es escritor de poesía y narrativa homoerótica, de investigaciones literarias relacionadas con la homosexualidad y de la homosexualidad en el mundo indígena y de la situación política en Bolivia. En sus palabras:

Yo me defino como cholo, pobre y maricón siempre desde un lugar de resignificación del insulto.

## Publicaciones
- Diccionario Marica (2014)
- Eucaristicón (2016)
- Sarcoma (2018), obra ganadora del segundo lugar del XLIV Concurso Municipal de Literatura Franz Tamayo de 2017[3]
- Gay discreto busca heterocurioso: pulsiones homosexuales que habitan la ciudad (2018)